# Amparo Cabanes Pecourt
Amparo Cabanes Pecourt (Valencia, 1938) es una historiadora, catedrática de paleografía y diplomática, escritora y política española. De 1981 a 1982 fue Consejera de Educación de la Comunidad Valenciana. 

## Biografía
Nació en el barrio de pescadores de Valencia. Fue discípula del historiador y filólogo medievalista Antonio Ubieto Arteta. 
Cursó estudios de Bachillerato y Magisterio, en Valencia. Obtuvo los grados de Licenciatura en Filosofía y Letras (1962) con Premio Extraordinario y de Doctora en Historia (1968), bajo la dirección Ubieto Arteta, en la Universidad Literaria de Valencia. Asimismo cursó los estudios de Graduado Social en la Escuela Social de Valencia (1959-1962). Desde 1963 hasta 1983 ejerció la docencia como profesora titular en la Facultad de Filosofía y Letras de la Universidad de Valencia, e impartió clases durante dos cursos (1979-1982) en la Escuela Universitaria Diocesana de Enfermería dentro de la misma Universidad.
Obtuvo mediante concurso-oposición nacional la cátedra de Paleografía y Diplomática con destino en la Facultad de Filosofía y Letras de la Universidad de Murcia (1982), pasando en septiembre de 1983, mediante concurso de traslado, a la Facultad de Filosofía y Letras de la Universidad de Zaragoza, en cuyo claustro de profesores estuvo hasta su jubilación en 2008.

### Trayectoria política
En 1976, invitada por Manuel Sanchis Guarner a dar una conferencia sobre la repoblación del Reino de Valencia basada en el reparto de Jaime I, argumentó contra las teorías preexistentes y defendió la tesis de que más que catalanes fueron aragoneses y que por tanto no hablaban catalán quienes ayudaron a éste a conquistar las tierras.
Llegó a la política de la mano de Fernando Abril Martorell después de coincidir en algunas reuniones valencianistas para dar solución al problema de la lengua valenciana.
De septiembre de 1981 a diciembre de 1982 fue Consejera de Educación en el Consejo del País Valenciano presidido por Enric Monsonís, a propuesta de UCD, aunque accedió al cargo como independiente. Posteriormente hasta junio de 1983 fue Consejera sin cartera en el gobierno presidido por el socialista Joan Lerma.
Formó parte de las listas electorales, como independiente, de la coalición entre Unió Valenciana y Alianza Popular en las elecciones a las Cortes Valencianas de 1983, aunque no consiguió el acta de diputada.
Cabanes Pecourt fue profesora de Paleografía e Historia Medieval de la Universidad de Valencia desde 1963 hasta 1982 y más tarde catedrática en la Universidad de Zaragoza, en donde se jubiló en el año 2009. 
Es académica de la Real Academia de Cultura Valenciana, siendo desde 2009 la directora de la Sección de Historia de dicha institución.
Es autora de más de un centenar de publicaciones, la mayoría dedicadas a temas relacionados con la historia, la cultura y la lengua valencianas. En sus escritos ha defendido que el valenciano no es catalán.

## Obras
Entre las más destacadas:
- Crónica Latina de los Reyes de Castilla (1964)
- Los monasterios valencianos. Su economía en el siglo XV (1974)
- Documentos de Jaime I de Aragón (1976/1988)
- Llibre del Repartiment del Regne de Valencia (1979-80)
- Tirant lo Blanch de Joanot Martorell (1980)
- Documentos y datos para un estudio toponímico de la Región valenciana (1981)
- Pere III y Valencia (1978)
- Dietari del capellà d’Alfons el Magnànim (1991)
- Vidal Mayor (1997)
- Aureum Opus de Xativa (1998)
- Ausias March i els seus manuscrits (2000)
- Avehinaments (Valencia s. XIV) (2000)
- El beato del abad Banzo, un Apocalipsis aragonés recuperado (2005)